# ATP World Tour 250 serija
ATP World Tour 250 serija je nova serija turnirskih natjecanja u tenisu. Nastala je 2009. godine i nastavak je prethodne inačice poznate kao ATP Međunarodna serija. Predstavlja četvrtu razinu natjecanja, nakon Grand Slama, ATP World Tour Masters 1000, te ATP World Tour 500 serije. Serija obuhvaća 40 turnira, a broj 250 označava broj bodova koje pobjednik pojedinog turnira ostvari ukupnom pobjedom. 
Svi turniri imaju ždrijeb od 28 ili 32 mjesta za igrače u pojedinačnoj konkurenciji i 16 mjesta za igrače u konkurenciji parova ,osim turnira AEGON Queen's Club koji ima ždrijeb koji obuhvaća 56 mjesta za igrače u pojedinačnoj konkurenciji i 24 mjesta za igrače u konkurenciji parova, te turnir Winston-Salem Open koji ima ždrijeb od 48 mjesta za igrače u pojedinačnoj konkurenciji i 16 mjesta za igrače u konkurenciji parova.

## Turniri
| Pobjednik 2011. |
| Pobjednik 2012. |

| Turnir           | Sponzorski naziv                             | Grad            | Država      | Podloga          | Pobjednik             |
| Doha             | Qatar ExxonMobil Open                        | Doha            | Katar       | tvrda            | Jo-Wilfried Tsonga    |
| Chennai          | Aircel Chennai Open                          | Chennai         | Indija      | tvrda            | Miloš Raonić          |
| Brisbane         | Brisbane International                       | Brisbane        | Australija  | tvrda            | Andy Murray           |
| Sydney           | Apia International Sydney                    | Sydney          | Australija  | tvrda            | Jarkko Nieminen       |
| Auckland         | Heineken Open                                | Auckland        | Novi Zeland | tvrda            | David Ferrer          |
| Montpellier      | Open Sud de France                           | Pérols          | Francuska   | tvrda (dvorana)  | Tomaš Berdych         |
| Vina del Mar     | VTR Open                                     | Vina del Mar    | Čile        | zemlja           | Juan Monaco           |
| Zagreb Indoors   | PBZ Zagreb Indoors                           | Zagreb          | Hrvatska    | tvrda (dvorana)  | Mihail Južnji         |
| Sao Paulo        | Brasil Open                                  | Sao Paulo       | Brazil      | zemlja (dvorana) | Nicolás Almagro       |
| San Jose         | SAP Open                                     | San Jose        | SAD         | tvrda (dvorana)  | Miloš Raonić          |
| Marseille        | Open 13                                      | Marseille       | Francuska   | tvrda (dvorana)  | Juan Martin del Potro |
| Buenos Aires     | Copa Claro                                   | Buenos Aires    | Argentina   | zemlja           | David Ferrer          |
| Delray Beach     | Delray Beach Int'l Tennis Championships      | Delray Beach    | SAD         | tvrda            | Kevin Anderson        |
| Houston          | U.S. Men's Clay Court Championships          | Houston         | SAD         | zemlja           | Juan Monaco           |
| Casablanca       | Grand Prix Hassan II                         | Casablanca      | Maroko      | zemlja           | Pablo Andujar         |
| Bucharest        | BCR Open Romania                             | Bukurešt        | Rumunjska   | zemlja           | Gilles Simon          |
| Estoril          | Estoril Open                                 | Oeiras          | Portugal    | zemlja           | Juan Martin del Potro |
| Beograd          | Serbia Open                                  | Beograd         | Srbija      | zemlja           | Andreas Seppi         |
| München          | BMW Open                                     | München         | Njemačka    | zemlja           | Philipp Kohlschreiber |
| Nice             | Open de Nice Côte d'Azur                     | Nice            | Francuska   | zemlja           | Nicolas Almagro       |
| Halle            | Gerry Weber Open                             | Halle           | Njemačka    | trava            | Philipp Kohlschreiber |
| Queens           | AEGON Championships                          | London          | UK          | trava            | Andy Murray           |
| 's-Hertogenbosch | UNICEF Open                                  | Rosmalen        | Nizozemska  | trava            | Dmitri Tursunov       |
| Eastbourne       | AEGON International                          | Eastbourne      | UK          | trava            | Andreas Seppi         |
| Newport          | Campbell's Hall of Fame Tennis Championships | Newport         | SAD         | trava            | John Isner            |
| Båstad           | Catella Swedish Open                         | Båstad          | Švedska     | zemlja           | Robin Soderling       |
| Stuttgart        | MercedesCup                                  | Stuttgart       | Njemačka    | zemlja           | Juan Carlos Ferrero   |
| Croatia Open     | ATP Studena Croatia Open Umag                | Umag            | Hrvatska    | zemlja           | Aleksandar Dolgopolov |
| Atlanta          | Atlanta Tennis Championships                 | Atlanta         | SAD         | tvrda            | Mardy Fish            |
| Gstaad           | Allianz Suisse Open Gstaad                   | Gstaad          | Švicarska   | zemlja           | Marcel Granollers     |
| Los Angeles      | Farmer's Classic                             | Los Angeles     | SAD         | tvrda            | Ernests Gulbis        |
| Kitzbühel        | Austrian Open Kitzbühel                      | Kitzbühel       | Austrija    | zemlja           | Robin Haase           |
| Winston-Salem    | Winston-Salem Open                           | Winston-Salem   | SAD         | tvrda            | John Isner            |
| Metz             | Open de Moselle                              | Metz            | Francuska   | tvrda (dvorana)  | Jo-Wilfried Tsonga    |
| Sankt-Peterburg  | Sankt-Peterburg Open                         | Sankt-Peterburg | Rusija      | tvrda (dvorana)  | Marin Čilić           |
| Bangkok          | PTT Thailand Open                            | Bangkok         | Tajland     | tvrda (dvorana)  | Andy Murray           |
| Kuala Lumpur     | Proton Malaysian Open                        | Kuala Lumpur    | Malezija    | tvrda (dvorana)  | Janko Tipsarević      |
| Stockholm        | If Stockholm Open                            | Stockholm       | Švedska     | tvrda (dvorana)  | Gael Monfils          |
| Moscow           | Kremlin Cup                                  | Moskva          | Rusija      | tvrda (dvorana)  | Janko Tipsarević      |
| Beč              | Bank Austria-TennisTrophy                    | Beč             | Austrija    | tvrda (dvorana)  | Jo-Wilfried Tsonga    |

## Poveznica
- ATP World Tour Masters 1000
- ATP World Tour 500 serija

## Vanjske poveznice
- Association of Tennis Professionals (ATP) službena stranica
- International Tennis Federation (ITF) službena stranica